# Rainci Gornji
Rainci Gornji är en ort i Bosnien och Hercegovina.   Den ligger i entiteten Federationen Bosnien och Hercegovina, i den östra delen av landet, 80 km nordost om huvudstaden Sarajevo. Rainci Gornji ligger 283 meter över havet och antalet invånare är 2 207.
Terrängen runt Rainci Gornji är kuperad åt nordost, men åt sydväst är den platt. Runt Rainci Gornji är det ganska tätbefolkat, med 93 invånare per kvadratkilometer.. Närmaste större samhälle är Tuzla, 14,1 km nordväst om Rainci Gornji. 
Omgivningarna runt Rainci Gornji är en mosaik av jordbruksmark och naturlig växtlighet.